# Adorazione dei Magi nella neve
L'Adorazione dei Magi nella neve è un dipinto a olio su tavola (35x55 cm) di Pieter Bruegel il Vecchio, datato 1563 e conservato nella collezione di Oskar Reinhart a Villa Am Römerholz presso Winterthur (Canton Zurigo, Svizzera). È firmato "M.D.LXIII / BRVEGEL".

## Storia
L'opera si trovava nella collezione del banchiere francese Eberhard Jabach alla sua morte (1696), come testimonia l'inventario: "Inverno, con molte figurette; in primo piano i tre re che adorano Nostro Signore; cade fitta la neve, un ragazzino si diverte con la slitta sul ghiaccio: del Vecchio Bruegel".

## Descrizione e stile
Tra le varie scene invernali di Bruegel, questa è l'unica che mostri anche l'evento atmosferico della nevicata. La scena evangelica è ambientata in un villaggio fiammingo (come nel Censimento di Betlemme), con la capanna del sacro evento all'estrema sinistra, tagliata dal bordo appena dopo la figura della Vergine col Bambino. Davanti ad essa si stendono due dei Magi, mentre i terzo, quello di colore, si sta avvicinando. Come in altre opere a tema sacro dell'artista, il tema principale è relegato a una posizione secondaria, mentre l'attenzione è tutta dedicata alla rappresentazione della vita quotidiana nei suoi aspetti più realistici e minuti, che anticipa la pittura di genere. 
Fanno da sfondo le abitazioni, coi tetti coperti di neve, e il profilo di una chiesa,a destra; in basso a sinistra si intravede un fossato ghiacciato, dove un bambino gioca con lo slittino fatto col mascellare di un cavallo macellato, spingendosi con le punte di ferro di due bastoni, e due figure si affaticano a prendere acqua con dei secchi attraverso un buco. Al centro i numerosi personaggi fanno parte del corteo dei magi e sono colti in varie attività, soprattutto vicino agli asini imbastiti.